# Прокторвілл (Огайо)
Прокторвілл (англ. Proctorville) — селище (англ. village) в США, в окрузі Лоуренс штату Огайо. Населення — 523 особи (2020).

## Географія
Прокторвілл розташований за координатами 38°26′15″ пн. ш. 82°22′55″ зх. д. / 38.43750° пн. ш. 82.38194° зх. д. (38.437586, -82.382069).  За даними Бюро перепису населення США в 2010 році селище мало площу 0,70 км², з яких 0,62 км² — суходіл та 0,09 км² — водойми.

## Демографія
Згідно з переписом 2010 року, у селищі мешкали 574 особи в 251 домогосподарстві у складі 150 родин. Густота населення становила 815 осіб/км².  Було 293 помешкання (416/км²).
Расовий склад населення:
| - 97,9 % — білих - 0,3 % — чорних або афроамериканців - 0,2 % — корінних американців |

До двох чи більше рас належало 1,4 %. Частка іспаномовних становила 1,0 % від усіх жителів.
За віковим діапазоном населення розподілялося таким чином: 21,4 % — особи молодші 18 років, 60,5 % — особи у віці 18—64 років, 18,1 % — особи у віці 65 років та старші. Медіана віку мешканця становила 40,2 року. На 100 осіб жіночої статі у селищі припадало 93,3 чоловіків;  на 100 жінок у віці від 18 років та старших — 85,6 чоловіків також старших 18 років.
Середній дохід на одне домашнє господарство  становив 32 325 доларів США (медіана — 24 773), а середній дохід на одну сім'ю — 47 133 долари (медіана — 37 250). За межею бідності перебувало 20,8 % осіб, у тому числі 26,9 % дітей у віці до 18 років та 16,4 % осіб у віці 65 років та старших.
Цивільне працевлаштоване населення становило 177 осіб. Основні галузі зайнятості: роздрібна торгівля — 29,9 %, освіта, охорона здоров'я та соціальна допомога — 20,9 %, мистецтво, розваги та відпочинок — 13,6 %, транспорт — 9,6 %.